# Corrientes (Argentina)
Corrientes je hlavní město provincie Corrientes v Argentině, nacházející se na východním břehu řeky Paraná. Je vzdálené zhruba 1000 kilometrů od hlavního argentinského města Buenos Aires, a 300 kilometrů od Posadas. V roce 2001 zde žilo 314 546 obyvatel.
Corrientes je nejdůležitější město celé provincie. Je to ekonomické centrum a nachází se zde většina úřadů a institucí. Corrientes je také domovem jednoho z největších argentinských karnevalů.

## Historie
V roce 1516 vedl Juan Diaz de Solís expedici do oblasti dnešního města, která byla v té době obydlena domorodci kmene Guaraní. Tato expedice však byla napadena a Solís byl zabit.
Sebastián Gaboto založil v roce 1527 na břehu řeky Paraná pevnost Sancti Spiritu.
3. dubna 1588 zakládá Juan Torres de Vera y Aragón osadu San Juan de Vera de las Siete Corrientes, jejíž název byl později zkrácen na Corrientes.
V roce 1615 se v blízkosti řeky Uruguay usadili Jezuité. V roce 1807 město odolávalo britské invazi. Během Argentinské války o nezávislost docházelo k neustálým konfliktům s centrální vládou v Buenos Aires, ale během Války trojí aliance se spojili poté, co bylo město v roce 1865 napadeno paraguayskou armádou.

## Město Corrientes
Corrientes je živé severoargentinské město. Přes den ožívá centrum s mnoha obchody, naprostý klid však vládne ve stejných ulicích v době siesty. V noci ožívá zejména městské nábřeží řeky Paraná tzv. costanera. Jak je po celém toku řeky Paraná zvykem, i zde najdeme na druhé straně řeky, přibližně 10 km od Corrientes, další velké město – Resistencia, které je hlavním městem provincie Chaco. Obě města spojuje jediný most, další se nacházejí o stovky kilometrů dále.
Centrum Corrientes je koloniální, s nízkými budovami a ulicemi rozvržených do zdánlivě pravoúhlého čtvercového systému. Avšak při podrobnějším pohledu zjistíme, že některé ulice se sbíhají více než jiné a dále od centra již tento systém vůbec neplatí. Proto je orientace v Corrientes i po dlouhé době velmi složitá. V Corrientes se nachází, jako ve všech argentinských městech, čtvrtě znatelně chudší a čtvrtě očividně bohatší. V zemi je velká nezaměstnanost, proto je normální, že i zde v Corrientes pracují chudí lidé ve vilách, ale i domech střední třídy, jako domácí pomocníci, uklízečky, zahradníci či psí pečovatelé. Oblíbenou prázdninovou destinací obyvatel Corrientes je 40 km vzdálená rekreační oblast Paso de la Patria situované na pobřeží veletoku Paraná. Letní domy zde mají zejména bohatí; o jejich vily se stará většinou jedna rodina, která bydlí ve svém domě vedle vily.

## Doprava
Po městě jezdí velké množství taxi (v Argentině nazývané remis), která jsou rychlá a hlavně levná. Za něco víc než peso se můžete svézt místními autobusy. Jako všechna města v Argentině, spojuje i Corrientes s okolním světem armáda autokarů několika společností přepravující lidi do všech směrů a na evropská měřítka neuvěřitelné vzdálenosti. Těmito autobusy můžete jet vsedě, pololeže (tzv. semicama) či vleže (cama). Ve městě je i přístav s celnicí.

## Obyvatelé
Obyvatelé Corrientes jsou velmi vstřícní a pohostinní lidé trávicí svůj volný čaj popíjením maté či tereré ve společnosti svých přátel. Corrientes není v žádném případě turistickým cílem zahraničních návštěvníků, turisté se zde vyskytují poskromnu a jsou ihned rozpoznáni.

## Partnerská města
- Madrid, Španělsko